# An Ik-soo
An Ik-soo (* 6. Mai 1965 in Ansan) ist ein ehemaliger südkoreanischer Fußballspieler und heutiger -trainer.

## Karriere

### Spieler

#### Klub
Nach seiner Zeit bei der Mannschaft des Incheon College wechselte An Anfang 1987 zum Sangmu FC, wo er zwei Jahre aktiv war. Anschließend schloss er sich zur Saison 1989 dem Ilhwa Chunma FC an, bei dem er den Großteil seiner Karriere verbrachte. Ab der Spielzeit 1996 spielte er noch einmal drei Jahre für die Pohang Steelers, mit denen er auch noch die Asian Club Championship 1997/98 gewann. Nach dem Ende der Spielzeit 1998 beendete er seine Karriere als Spieler.

#### Nationalmannschaft
Sein erstes Spiel für die südkoreanische Nationalmannschaft war am 16. Februar 1994 eine 1:2-Freundschaftsspielniederlage gegen Rumänien. Danach folgten in den nächsten Monaten weitere Einsätze bei Freundschaftsspielen und er wurde auch für den Kader bei der Weltmeisterschaft 1994 nominiert. Dort erhielt er jedoch keinerlei Einsatzzeit und nach dem Ende des Turniers auch keine weiteren Partien im Nationaldress.

### Trainer
Direkt zur Saison 1999 wurde er Co-Trainer bei seinem Ex-Klub, welcher mittlerweile den Namen Cheonan Ilhwa führte. Hier blieb er eine relativ lange Zeit und wechselte erst zur Saison 2006 in den Frauenfußball, wo er zuerst beim Icheon Daekyo WFC seinen Posten als Co-Trainer weiter ausführte und für die erste Saisonhälfte 2007 auch hier Trainer wurde. Von 2008 bis 2009 war er Cheftrainer der südkoreanischen Frauen-Nationalmannschaft.
In den Männer-Bereich kehrte er ab der Spielzeit 2010 als Co-Trainer beim FC Seoul zurück. Ab Dezember 2010 zog er als Trainer für zwei Saisons weiter zu Busan IPark, ehe er danach noch einmal eine Saison lang seinen Ex-Klub als Cheftrainer betreute, den er schon Anfang der 2000er Jahre als Co-Trainer begleitete, welcher mittlerweile den Namen Seongnam FC angenommen hatte. Anschließend ging es für ihn in den nächsten Jahren als Co-Trainer um die Betreuung der südkoreanischen U18- und U20-Nationalmannschaft. Bei der U19 trat er zudem als Cheftrainer auf. Dies alles dauerte bis zum Ende Oktober 2016.
Nach einigen Jahren ohne Trainerposten übernahm er ab März 2018 die Mannschaft der Sun Moon University in seiner Heimatstadt Ansan. Zu Anfang September 2021 wurde er Cheftrainer beim FC Seoul.